# Euthlastoblatta furcifera
Euthlastoblatta furcifera är en kackerlacksart som först beskrevs av Karlis Princis 1955.  Euthlastoblatta furcifera ingår i släktet Euthlastoblatta och familjen småkackerlackor. Inga underarter finns listade i Catalogue of Life.